# Kick Smit
Johannes Chrishostomos Kick Smit (3 de noviembre de 1911, Bloemendaal–1 de julio de 1974, Haarlem) fue un futbolista neerlandés.

## Trayectoria
Jugó toda su carrera profesional en el HFC Haarlem de los Países Bajos y después fue entrenador de varios equipos entre ellos el AZ Alkmaar desde 1956 a 1958.

## Selección nacional
Fue internacional con la Selección de fútbol de los Países Bajos en 29 ocasiones anotando 26 goles y disputando la Copa Mundial de Fútbol de 1934 y de 1938.